# Подлож
Подлож (словен. Podlož) — поселення в общині Лошка Долина, Регіон Нотрансько-крашка, Словенія. Висота над рівнем моря: 604,2 м.